# Michel Schwalbé
Michel Schwalbé (* 27. Oktober 1919 in Radom, Polen; † 8. Oktober 2012 in Berlin) war ein polnischer Geiger und Violinpädagoge.

## Leben

### Polen
Michel Schwalbé war Pole jüdischer Herkunft. Der Nachname Schwalbé geht wahrscheinlich auf französisch Chevalier zurück.
Schwalbé studierte bei Moritz Frenkel an der Musikhochschule Warschau und schloss mit zwölf Jahren dort ab. 1933 legte er sein Abitur ab.

### Frankreich und Schweiz
Nach dem Abitur setzte Schwalbé seine musikalischen Studien bei Jules Boucherit (Violine), George Enescu (Interpretation) und Pierre Monteux (Kammermusik und Dirigieren) in Paris fort, wo er 1938 abschloss. 1940 floh er nach Lyon, wo er ab 1942 als Konzertmeister des dortigen Symphonieorchesters tätig war und von Prof. Bouffard unterrichtet wurde.
1944 flüchtete er erneut vor den deutschen Truppen in einem Möbelwagen versteckt in die Schweiz. Ernest Ansermet engagierte ihn 1944 als Ersten Konzertmeister des Orchestre de la Suisse Romande. In der Schweiz gründete er das Genfer Trio und das Schwalbé-Quartett (1946–48), erhielt eine Professur am Genfer Konservatorium als Nachfolger von Joseph Szigeti und war auch als Konzertmeister des Lucerne Festival Orchesters tätig.

### Berliner Philharmoniker
Als Herbert von Karajan ihn zu den Berliner Philharmonikern nach West-Berlin holte, empfand Schwalbé dies als einziger Überlebender seiner Familie – seine Mutter und seine Schwester wurden im Vernichtungslager Treblinka ermordet – als einen „Akt der Versöhnung“. Von 1957 bis 1985 war er Konzertmeister bei den Berliner Philharmonikern. Schwalbé trat in vielen Ländern als Solist, mit kammermusikalischen Ensembles wie den Philharmonischen Solisten und als Dirigent auf.

### Geige „König Maximilian“
Schwalbé spielte ab 1966 auf der Stradivari „König Maximilian“ aus dem Jahr 1709. Zuvor war sie seit 1930 von Martha Drews gespielt worden, die 1904 als Solistin mit den Berliner Philharmonikern debütiert hatte. Axel Springer erwarb die Geige 1966 in Boston für 326.630 Deutsche Mark (rund 167.000 Euro), nachdem sie viele Jahre nur ausgestellt war. Auf Vermittlung von Herbert von Karajan wurde die Violine anschließend von der Axel Springer Stiftung, zu deren Stiftungszwecken die Unterstützung von Künstlern und die Aussöhnung von Juden und Deutschen gehören, Schwalbé  auf Lebenszeit zur Verfügung gestellt. 1973 wurde dann eine Langspielplatte mit dem Titel Antonius Stradivarius Cremonensis – Faciebat Anno 1709 – Die König-Maximilian-Stradivari gespielt von Michel Schwalbé veröffentlicht, mit der Violinsonate g-Moll von Johann Sebastian Bach, BWV 1001 und einigen Capricen von Niccolò Paganini. Karajan äußerte 1974, es sei der seltene Fall eingetreten, dass „ein preziöses Instrument einen kongenialen Partner findet, der die Fähigkeiten voll auszuschöpfen weiß“. Schwalbé gab die Geige 1992 der Stiftung zurück, die sie danach für 2,5 Millionen Deutsche Mark (rund 1,28 Millionen Euro) verkaufte.

### Tod

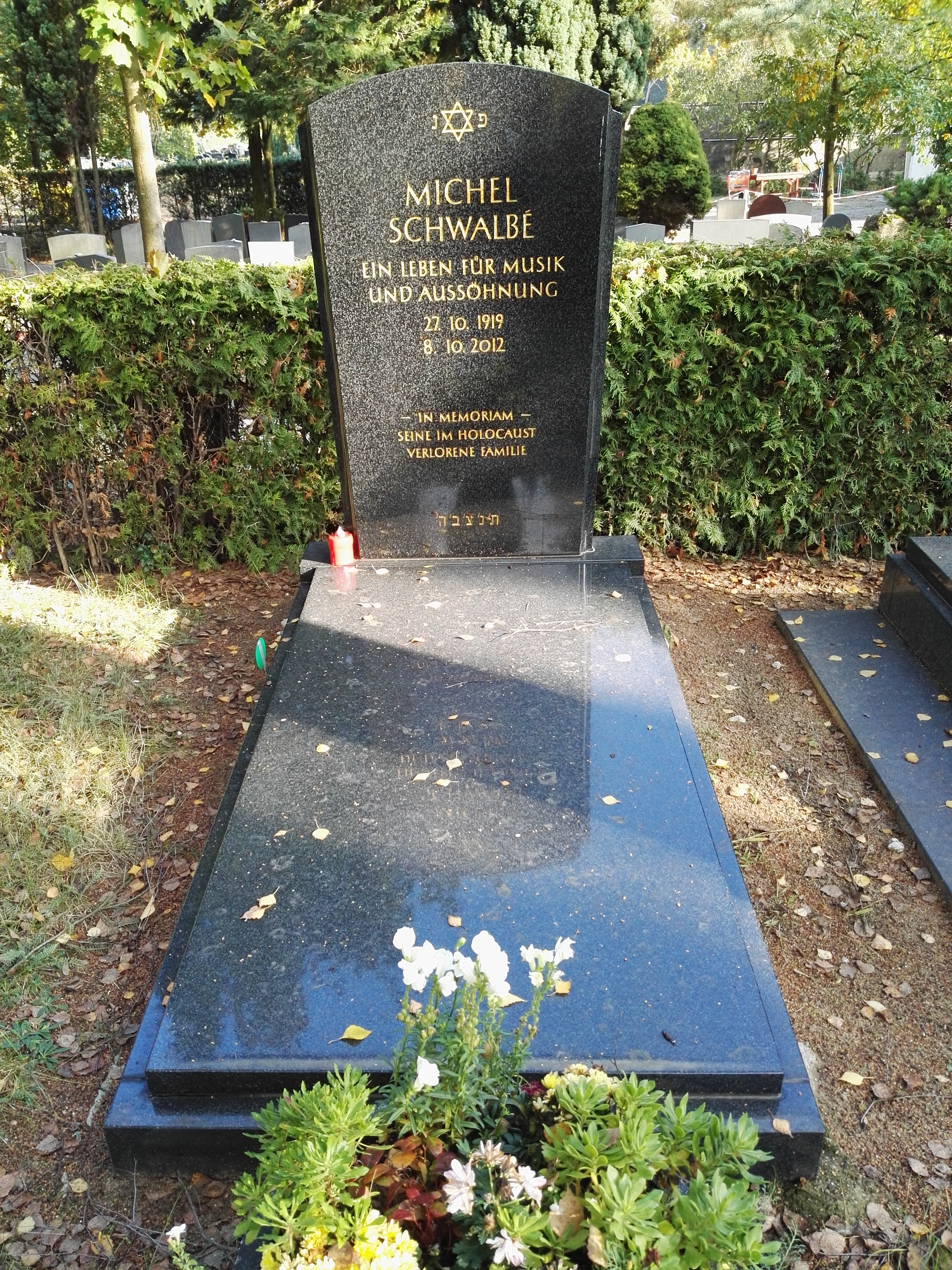
Grabstätte

Michel Schwalbé, der bis zu seinem Lebensende mit den Berliner Philharmonikern verbunden blieb, starb wenige Wochen vor seinem 93. Geburtstag. Er wurde am 15. Oktober 2012 auf dem Jüdischen Friedhof an der Heerstraße beigesetzt.

## Lehrtätigkeit
Außer in Genf unterrichtete Michel Schwalbé auch in Salzburg, London und an der Hochschule der Künste Berlin. Darüber hinaus hatte er auch Gastprofessuren und Meisterklassen außerhalb Europas. Zu seinen zahlreichen Schülern zählen unter anderem:
- Raphael Christ, Mahler Chamber Orchestra[11]
- Martin Klepper, Bayerische Staatsoper[12]
- Neithard Resa, Berliner Philharmoniker, Philharmonia Quartett Berlin[4][13]
- Toru Yasunaga, Berliner Philharmoniker[4][14]
- Rainer Kimstedt, Kreuzberger Streichquartett, Lehrbeauftragter an der UdK Berlin
- Marie Leonhardt, Konzertmeisterin im Leonhardt-Consort und Dozentin für Barockvioline am Konservatorium Rotterdam.

## Ehrungen
- 1938: Sarasate-Preis[15]
- 1948: Preisträger des internationalen Wettbewerbs in Scheveningen, Niederlande[3]
- 1990: Ritter der Ehrenlegion, Frankreich[3]
- Orden Leopolds II., Belgien[3]
- Distinguished Service Order, Vereinigtes Königreich[3]
- Bundesverdienstkreuz Erster Klasse[3]

## Diskographie (Auswahl)
- Michel Schwalbé – Virtuose Violine, mit Werken versch. Komponisten; Klavier: Karl Engel, Hör zu/Electrola (1970)[16]
- Richard Strauss: Ein Heldenleben op. 40, Berliner Philharmoniker, Michel Schwalbé, Herbert von Karajan, Deutsche Grammophon (1959)
- Richard Strauss: Also sprach Zarathustra op. 30, Berliner Philharmoniker, Michel Schwalbé, Herbert von Karajan, Deutsche Grammophon (1974)
- Peter Tschaikowsky: Der Schwanensee – Suite aus dem Ballett op. 20, Berliner Philharmoniker, Michel Schwalbé, Herbert von Karajan, Deutsche Grammophon (1972)
- Antonio Vivaldi: Die vier Jahreszeiten, Michel Schwalbé, Berliner Philharmoniker, Herbert von Karajan, Deutsche Grammophon (1973, LP[17] – 1985, CD[18])
- Johannes Brahms: Symphonie Nr. 1 c-moll op. 68, Berliner Philharmoniker, Michel Schwalbé, Karl Böhm, Deutsche Grammophon (1959)